# ماریو رومانی
ماریو رومانی (به ایتالیایی: Mario Romani) (زاده ۱۶ دسامبر \۱۹۰۷ در فرارا و درگذشته ۲۵ مه ۱۹۷۷ در فرارا) مهاجم سابق باشگاه آ.ث. میلان است.